# 仙斎茶
仙斎茶（せんさいちゃ）とは、暗い緑がかった茶色のこと。
別表記で、千歳茶と書くこともある。

## 概要
仙斎茶と千歳茶二つの表記があるが、どちらも由来は不明。
元の名を仙斎茶といい、後に縁起を担いで同音の「千歳」の字を当てた可能性が高い。
より古い色名に千歳緑（ちとせみどり、もしくはせんざいみどり）という常緑樹の葉にちなんだ色名があり、こちらにちなんだ可能性もある。
江戸時代の染色指南書『手鑑模様節用』には、「椋の実染め」という色と同じもので、「さわらび色」とも呼ばれているとある。
江戸時代後期にあたる文政の頃、京都や大阪に暮らす女性の羽織によく染められた色であった。
江戸時代中期から幕末までほぼ毎年刊行されていた川柳の句集『誹風柳多留』に「仙斎茶　後の女房が染め直し」という句があり、やや年かさの女性が好む色であったと思われる。